# Médailles royales françaises
 (mai 2020).
La représentation des rois de France sur des médailles a été faite à partir du XVe siècle. On[Qui ?] considère que la première médaille royale est celle offerte par la ville de Lyon en 1493 à Charles VIII. Le nombre de médailles frappées a beaucoup augmenté jusqu'à atteindre son apogée sous Louis XIV, qui en fit frapper 505 pendant son règne.

## Liste des médailles

### Louis XIV
| Evenement                          | Légende                                                                                   | Date | Numéro |
| ---------------------------------- | ----------------------------------------------------------------------------------------- | ---- | ------ |
| Naissance du Roi                   | Caeli munus (Présent du Ciel)                                                             | 1638 | 1      |
| Même sujet                         | Ortus solis gallici (Lever du soleil de la France)                                        | 1638 | 2      |
| Mort de Louis XIII                 | Ludovico justo parenti optime merito (À mon père, Louis le Juste, bien digne de ce titre) | 1643 | 3      |
| Commencement du Règne de Louis XIV | Francium spes magna (Grandes espérances de la France)                                     | 1643 | 4      |
|                                    |                                                                                           |      |        |
|                                    |                                                                                           |      |        |

### Louis XV
| Evenement               | Légende                  | Date | Numéro |
| ----------------------- | ------------------------ | ---- | ------ |
| États de Bretagne 1726  | LD.XV.REX CHIRISTIANISS. | 1726 | D.79   |
| États de Bretagne 1734  | LD.XV.REX CHIRISTIANISS. | 1734 | D.87   |
| États de Bretagne 1748  | LD.XV.REX CHIRISTIANISS. | 1748 | D.99   |
| États de Bretagne 1762  | LD.XV.REX CHIRISTIANISS. | 1762 | D.112  |
| États du Languedoc 1765 | LD.XV.REX CHIRISTIANISS. | 1765 |        |
|                         |                          |      |        |
|                         |                          |      |        |

### Louis XVI
| Evenement              | Légende                   | Date | Numéro |
| ---------------------- | ------------------------- | ---- | ------ |
| États de Bretagne 1776 | LD.XVI.REX CHIRISTIANISS. | 1778 | D.124  |
| États de Bretagne 1778 | LD.XVI.REX CHIRISTIANISS. | 1778 | D.126  |
| États de Bretagne 1784 | LD.XVI.REX CHIRISTIANISS. | 1784 | D.130  |
| États de Bretagne 1788 | LD.XVI.REX CHIRISTIANISS. | 1788 | D.139  |
|                        |                           |      |        |
|                        |                           |      |        |

### Louis XVIII
| Evenement                                  | Légende                                                                            | Date | Numéro |
| ------------------------------------------ | ---------------------------------------------------------------------------------- | ---- | ------ |
| Première entrée du roi Louis XVIII à Paris | VOTIS - TANDEM - EXPIETIS // À L’exergue : REX VREEM INGREDITVR / III MAI MDCCCXIV | 1814 |        |
|                                            |                                                                                    |      |        |
|                                            |                                                                                    |      |        |